# Campeonato Sul-Americano de Futebol Sub-15 de 2011
O Campeonato Sul-Americano de Futebol Sub-15 de 2011 é a quinta edição deste campeonato disputado por jogadores com até 15 anos de idade. Foi realizado nas cidades de Fray Bentos, Rivera e Trinidad, no Uruguai, entre 17 de novembro e 4 de dezembro de 2011.

## Equipes participantes
| - Argentina - Bolívia - Brasil - Chile - Colômbia | - Equador - Paraguai - Peru - Uruguai - Venezuela |

## Sedes
No total são três as sedes do torneio, e todas são no interior do país.
| Ciudad      | Estadio                           | Capacidad |
| ----------- | --------------------------------- | --------- |
| Trinidad    | Estádio Juan Antonio Lavalleja    | 6.000     |
| Rivera      | Estádio Atilio Paiva Olivera      | 26.000    |
| Fray Bentos | Estádio Municipal Parque Liebig's | 6.000     |

## Árbitros
Está á lista com os dez árbitros e dez assistentes que atuaram no campeonato.
| Árbitros               | Assistentes            |
| ---------------------- | ---------------------- |
| ARG Patricio Loustau   | ARG Juan Pablo Belatti |
| BOL Jorge Mansilla     | BOL Wilson Arellano    |
| BRA Sandro Meira Ricci | BRA Marcelo Van Gasse  |
| CHI Eduardo Gamboa     | CHI Marcelo Barraza    |
| COL Adrián Vélez       | COL Alexander Guzmán   |

| Árbitros              | Assistentes          |
| --------------------- | -------------------- |
| ECU José Luis Espinel | ECU Douglas Espinoza |
| PAR Enrique Cáceres   | PAR Hugo Martínez    |
| PER Henry Gambetta    | PER Raúl López Cruz  |
| URU Daniel Fedorczuk  | URU Nicolás Tarán    |
| VEN José Argota       | VEN Carlos López     |

## Fórmula de disputa
Este torneio envolve as 10 federações filiadas a Confederação Sul-americana de Futebol. As seleções foram divididas em dois grupos de cinco equipes cada, passando para a segunda fase os dois primeiros classificados de cada grupo. Ambas as fases foram disputadas no sistema de todos contra todos.

## Primeira fase

### Grupo A
| Seleção   | Pts | J | V | E | D | GP | GC | SG |
| --------- | --- | - | - | - | - | -- | -- | -- |
| Uruguai   | 10  | 4 | 3 | 1 | 0 | 10 | 2  | +8 |
| Argentina | 7   | 4 | 2 | 1 | 1 | 5  | 6  | -1 |
| Equador   | 5   | 4 | 2 | 0 | 2 | 5  | 2  | +3 |
| Chile     | 4   | 4 | 1 | 1 | 2 | 4  | 7  | -3 |
| Venezuela | 1   | 4 | 0 | 1 | 3 | 2  | 9  | -7 |

| 17 de novembro de 2011 | Chile               | 1 – 0 | Equador | Parque Liebig's, Fray Bentos |
| 19:00 (UTC-3)          | Roberto Riveros 57' |       |         | Árbitro: COL Adrián Vélez    |

.
| 17 de novembro de 2011 | Uruguai             | 2 - 1 | Venezuela | Parque Liebig's, Fray Bentos |
| 21:00 (UTC-3)          | D'Albenas · Benitez |       | Ponce     | Árbitro: BOL Jorge Mansilla  |

.
| 19 de novembro de 2011 | Argentina                  | 3 - 2 | Chile          | Parque Liebig's, Fray Bentos |
| 19:00 (UTC-3)          | Cañete · Storm · Vegas gc' |       | Medel · Cavero | Árbitro: BRA Sandro Ricci    |

.
| 19 de novembro de 2011 | Uruguai | 1 - 1 | Equador | Parque Liebig's, Fray Bentos |
| 21:00 (Utc-3)          | Latorre |       | Porozo  | Árbitro: PAR Enrique Cáceres |

.
| 21 de novembro de 2011 | Argentina          | 2 - 0 | Venezuela | Parque Liebig's, Fray Bentos |
| 19:00 (UTC-3)          | Driussi · Ferreyra |       |           | Árbitro: COL Adrian Velez    |

.
| 21 de novembro de 2011 | Uruguai                | 3 - 0 | Chile | Parque Liebig's, Fray Bentos |
| 21:00 (UTC-3)          | D'Albenas · Buschiazzo |       |       | Árbitro: PER Henry Gambetta  |

.
| 23 de novembro de 2011 | Chile   | 1 - 1 | Venezuela | Parque Linbig's, Fray Bentos |
| 19:00 (UTC-3)          | Ramirez |       | Ponce     | Árbitro: BRA Sandro Ricci    |

.
| 23 de novembro de 2011 | Argentina | 0 - 0 | Equador | Parque Linbig's, Fray Bentos |
| 21:00 (UTC-3)          |           |       |         | Árbitro: PER Henry Gambetta  |

.
| 25 de novembro de 2011 | Venezuela | 0 - 4 | Equador                                | Parque Linbig's, Fray Bentos |
| 19:00 (UTC-3)          |           |       | Rodriguez · Casquete · Becerra · Fabre | Árbitro: BOL Jorge Mansilla  |

.
| 25 de novembro de 2011 | Uruguai                              | 4 - 0 | Argentina | Parque Linbig's, Fray Bentos |
| 21:00 (UTC-3)          | Benitez · Buffa · Mendez · D'Albenas |       |           | Árbitro: PAR Enrique Cáceres |

### Grupo B
| Seleção  | Pts | J | V | E | D | GP | GC | SG  |
| -------- | --- | - | - | - | - | -- | -- | --- |
| Brasil   | 10  | 4 | 3 | 1 | 0 | 13 | 2  | 11  |
| Colômbia | 8   | 4 | 2 | 2 | 0 | 4  | 0  | 4   |
| Paraguai | 6   | 4 | 2 | 0 | 2 | 5  | 4  | 1   |
| Peru     | 4   | 4 | 1 | 1 | 2 | 3  | 7  | -4  |
| Bolívia  | 0   | 4 | 0 | 0 | 4 | 3  | 15 | -12 |

| 18 de novembro de 2011 | Brasil | 0 - 0 | Colômbia | Estádio Atilio Paiva Olivera, Rivera |
| 16:00 (UTC-3)          |        |       |          | Árbitro: ARG Patricio Loustau        |

.
| 18 de novembro de 2011 | Paraguai                    | 4 - 1 | Bolívia | Estádio Atilio Paiva Olivera, Rivera |
| 18:00 (UTC-3)          | Vargas · Torres · Samaniego |       | Bravo   | Árbitro: ECU Jose Luis Espinel       |

.
| 20 de novembro de 2011 | Brasil                                                 | 5 - 1 | Peru  | Estádio Atilio Paiva Olivera, Rivera |
| 16:00 (UTC-3)          | Índio · Yan Petter · Melendez gc' · Mosquito · Gabriel |       | Oliva | Árbitro: URU Daniel Fedorczuk        |

.
| 20 de novembro de 2011 | Colômbia                   | 3 - 0 | Bolívia | Estádio Atilio Paiva Olivera, Rivera |
| 18:00 (UTC-3)          | Torres · Rodriguez · Bulla |       |         | Árbitro: VEN Jose Argote             |

.
| 22 de novembro de 2011 | Bolívia   | 1 - 2 | Peru              | Estádio Atilio Paiva Olivera, Rivera |
| 16:00 (UTC-3)          | Algarañaz |       | Artiaga · Abraham | Árbitro: CHI Eduardo Gamboa          |

.
| 22 de novembro de 2011 | Colômbia | 1 - 0 | Paraguai | Estádio Atilio Paiva Olivera, Rivera |
| 18:00 (UTC-3)          | Torres   |       |          | Árbitro: ARG Patricio Loustau        |

.
| 24 de novembro de 2011 | Brasil            | 6 - 1 | Bolívia  | Estádio Atilio Paiva Olivera, Rivera |
| 16:00 (UTC-3)          | Mosquito · Robert |       | Saavedra | Árbitro: ECU Jose Luis Espinel       |

.
| 24 de novembro de 2011 | Paraguai   | 1 - 0 | Peru | Estádio Atilio Paiva Olivera, Rivera |
| 18:00 (UTC-3)          | Santa Cruz |       |      | Árbitro: VEN Jose Argote             |

.
| 26 de novembro de 2011 | Peru | 0 - 0 | Colômbia | Estádio Atilio Paiva Olivera, Rivera |
| 17:00 (UTC-3)          |      |       |          | Árbitro: CHI Eduardo Gamboa          |

.
| 26 de novembro de 2011 | Paraguai | 0 - 2 | Brasil         | Estádio Atilio Paiva Olivera, Rivera |
| 19:00 (UTC-3)          |          |       | Mosquito · Leo | Árbitro: URU Daniel Fedorczuk        |

## Fase Final
| Seleção   | Pts | J | V | E | D | GP | GC | SG |
| --------- | --- | - | - | - | - | -- | -- | -- |
| Brasil    | 9   | 3 | 3 | 0 | 0 | 12 | 4  | 8  |
| Colômbia  | 6   | 3 | 2 | 0 | 1 | 6  | 6  | 0  |
| Argentina | 3   | 3 | 1 | 0 | 2 | 5  | 7  | -2 |
| Uruguai   | 0   | 3 | 0 | 0 | 3 | 0  | 6  | -6 |

| 28 de novembro de 2011 | Uruguai | 0 – 1 | Colômbia          | Estádio Juan Antonio Lavalleja, Trinidad |
| 16:00 (UTC-3)          |         |       | Joao Rodríguez 6' | Árbitro: VEN José Argote                 |

.
| 28 de novembro de 2011 | Brasil                                            | 4 – 2 | Argentina                                   | Estádio Juan Antonio Lavalleja, Trinidad |
| 21:00 (UTC-3)          | Robert 58' · Mosquito 65', 74' (pen) · Caio 90+3' |       | Jonathan Cañete 63' · Sebastián Driussi 79' | Árbitro: CHI Eduardo Gamboa              |

.
| 01 de dezembro de 2011 | Uruguai | 0 - 1 | Argentina | Estádio Juan Antonio Lavalleja, Trinidad |
| 16:00 (UTC-3)          |         |       | Sturm     | Árbitro: BOL Jorge Mansilla              |

.
| 01 de dezembro de 2011 | Brasil                    | 4 - 2 | Colômbia          | Estádio Juan Antonio Lavalleja, Trinidad |
| 21:00 (UTC-3)          | Índio · Mosquito · Kenedy |       | Rodriguez · Tello | Árbitro: PER Henry Gambetta              |

.
| 04 de dezembro de 2011 | Argentina       | 2 - 3 | Colômbia                    | Estádio Juan Antonio Lavalleja, Trinidad |
| 16:00 (UTC-3)          | Suárez · Castro |       | Miranda · Gómez · Rodríguez | Árbitro: ECU Jose Luis Espinel           |

.
| 04 de novembro de 2011 | Uruguai | 0 - 4 | Brasil                                                         | Estádio Juan Antonio Lavalleja, Trinidad |
| 21:00 (UTC-3)          |         |       | Yan Petter 22' · Lincoln 25' · Robert 35' · Mosquito 44' (pen) | Árbitro: PAR Enrique Cáceres             |